# Regioni del Madagascar

Regioni del Madagascar

Le regioni del Madagascar (in malgascio: faritra) costituiscono la suddivisione territoriale di primo livello del Paese e ammontano a 22; ciascuna di esse si suddivide a sua volta in distretti.
Sono state istituite nel 2009, con la contemporanea abolizione delle province; la riforma amministrativa, entrata in vigore il 4 ottobre di quell'anno, era stata approvata nel 2007 mediante un referendum.

## Lista
| Mappa | Regione             | Capoluogo            | Provincia    | Popolazione (2004) | Superficie (km²) |
| ----- | ------------------- | -------------------- | ------------ | ------------------ | ---------------- |
|       | Alaotra Mangoro     | Ambatondrazaka       | Toamasina    | 877 700            | 31 948           |
|       | Amoron'i Mania      | Ambositra            | Fianarantsoa | 693 200            | 16 141           |
|       | Analamanga          | Antananarivo         | Antananarivo | 2 811 500          | 16 911           |
|       | Analanjirofo        | Fenoarivo Atsinanana | Toamasina    | 860 800            | 21 930           |
|       | Androy              | Ambovombe            | Toliara      | 476 600            | 19 317           |
|       | Anosy               | Tolagnaro            | Toliara      | 544 200            | 25 731           |
|       | Atsimo-Andrefana    | Toliara              | Toliara      | 1 018 500          | 66 236           |
|       | Atsimo-Atsinanana   | Farafangana          | Fianarantsoa | 621 200            | 18 863           |
|       | Atsinanana          | Toamasina            | Toamasina    | 1 117 100          | 21 934           |
|       | Betsiboka           | Maevatanana          | Mahajanga    | 236 500            | 30 025           |
|       | Boeny               | Mahajanga            | Mahajanga    | 543 200            | 31 046           |
|       | Bongolava           | Tsiroanomandidy      | Antananarivo | 326 600            | 16 688           |
|       | Diana               | Antsiranana          | Antsiranana  | 485 800            | 19 266           |
|       | Haute Matsiatra     | Fianarantsoa         | Fianarantsoa | 1 128 900          | 21 080           |
|       | Ihorombe            | Ihosy                | Fianarantsoa | 189 200            | 26 391           |
|       | Itasy               | Miarinarivo          | Antananarivo | 643 000            | 6 993            |
|       | Melaky              | Maintirano           | Mahajanga    | 175 500            | 38 852           |
|       | Menabe              | Morondava            | Toliara      | 390 800            | 46 121           |
|       | Sava                | Sambava              | Antsiranana  | 805 300            | 25 518           |
|       | Sofia               | Antsohihy            | Mahajanga    | 940 800            | 50 100           |
|       | Vakinankaratra      | Antsirabe            | Antananarivo | 1 589 800          | 16 599           |
|       | Vatovavy-Fitovinany | Manakara             | Fianarantsoa | 1 097 700          | 19 605           |